# Първа девическа гимназия (Пловдив)
Първа девическа гимназия е била гимназиално девическо училище в Пловдив. През 1881 г. е била завършена нейната сграда, която е предизвиквала гордостта на пловдивчани и възхищението на чужденците. Днес сградата се използва от Пловдивската градска художествена галерия.

## История
През 1862 г. е открито Епархийско девическо благовещенско училище в Пловдив. Училището е едно от училищата, на които архимандрит Кирил Нектариев дарява значителни за времето си средства. Още през 1879 г. Панарет, митрополит Пловдивски, дава идеята за построяване на Девическа гимназия, като се отказва от натрупаните от вули (разрешителни за венчаване) средства за богословско училище. Освен пловдивският митрополит Панарет, също други пловдивчани, сред които Йоаким Груев, Тодор Кесяков, Христо Г. Данов, Костаки Пеев, и др. правят дарения за построяване на нова сграда за училището. Своята подкрепа оказват и църквата, общинското и централно управление на Източна Румелия. Сградата е завършена в края на 1881 г. по проект на арх. Йосиф Шнитер. Тя е триетажна масивна сграда, изградена в духа на архитектурния класицизъм.
На 1 септември 1881 г. е открита пловдивската Областната девическа гимназия с главен директор Франциска Шоурек.
На 1 септември 1881 г. правителството на Източна Румелия създава Областна девическа гимназия, която наследява Епархийско девическо благовещенско училище, ръководено от учителката Теопемта Манева. В гимназията се записват 116 ученички, разпределени в четири класа, които ежегодно се увеличават, докато курсът на обучение става седемгодишен. В училището постъпват не само деца от Пловдив, но и от цяла Южна България, от Тракия и Македония. Първият главен директор е Франциска Шоурек.
Наред с общообразователните дисциплини в програмата са включени и предмети, необходими за една девойка – домакинство, ръкоделие и педагогика. Управлението на гимназията се поверява на управителка (директорка). За целта специално е поканена чешката педагожка Франциска Сенлер, завършила Висше педагогическо училище в Прага и Пражката консерватория.
Според правилника учителският екип трябва да бъде от жени, но поради липсата на подготвени учителки първоначално се назначават и мъже, учители в Мъжката гимназия. Между преподавателите в Девическата гимназия са Екатерина Каравелова, княгиня Турин–Таксис, Лудвиг Лукаш, Иван Мърквичка, Димитър Страшимиров, Христо Балтаджиев и др.
По време на Съединението и Сръбско-българска война, училището е затворено за кратко. През 1888 г. е открит нов пансион с по-голям капацитет. През учебната 1908/1909 г. броят на възпитаничките нарастват на 901. Преди Втората световна война е направен опит да се построи нова сграда за разширяване на училището.
Заради войната, в периода 1943–1944 г. учебните занятия често прекъсват, а през април 1944 г. ученичките и персоналът на училището са евакуирани.
В началото на 1960-те гимназията се слива с Първа мъжка гимназия.